# 霍山路
霍山路是中華人民共和國上海市一條橫跨杨浦區和虹口區的西南-東北走向道路，該道路也是上海隔都、提篮桥和提篮桥历史文化风貌区的一部分。道路西南起自海门路，东北至兰州路，全长2263米，宽9.8至18.4米。道路的大连路以西段於清朝光绪二十一年（1895年）前修建，當時道路名為汇山路（Wayside Road），一作威赛路。后來道路向东延伸至兰州路。中華民国32年（1943年）以安徽霍山改名為霍山路。2004年，虹口区當局投资500余万元，將霍山路恢复為二戰時期犹太住宅区的风貌。2007年，虹口区启动“百弄整治”工程，霍山路沿街的基礎設施得到修繕。
道路沿途有曾国藩的外孙聂云台於1916年创办的市东中学、霍山公园、百老汇大戏院、上海国际设计交流中心、北外滩航运服务中心以及上海国歌展示馆。展示館也是由田汉、夏衍编剧的电影《风云儿女》的拍攝地。